# Iso-Hanikko
Iso-Hanikko är en ö i Finland. Den ligger i sjön Haukivesi och i kommunen Nyslott i  landskapet Södra Savolax, i den sydöstra delen av landet, 290 km nordost om huvudstaden Helsingfors. Öns area är 12,1 hektar och dess största längd är 0,8 kilometer i sydöst-nordvästlig riktning.